# Maison forte de Prélian
La maison forte de Prélian est une maison forte du XIVe siècle, centre de la seigneurie de Prélian[réf. nécessaire], qui se dresse sur la commune de Saint-Jean-de-Chevelu dans le département de la Savoie en région Auvergne-Rhône-Alpes.

## Situation
La maison forte de Prélian est situé dans le département français de la Savoie sur la commune Saint-Jean-de-Chevelu, au-dessous de Montou, un peu au-dessus de l'église du bourg.

## Histoire
Le fief et la maison forte de Prélian, dépendances de la famille de Chevelu, sont la possession au XVe siècle de la famille de Prélian ; François de Prélian, en 1420, épouse Jacquemaz de La Forest. Les frères, Urbain et Claude de Chevelu, fils de Jacques de Chevelu, font un partage, le 28 janvier 1440, dont l'enjeu est la maison forte de Prélian, dite de la Tour de Saint-Jean-de-Chevelu. Claude de Prélian est, en 1471, secrétaire du duc Amédée IX de Savoie.
François de Prélian est, en 1536, procureur auprès de la communauté de Yenne. Vit également à Yenne, à cette époque, Claude de Prélian, notaire. Vers 1550, on relève François-Antoine de Prélian, époux de Françoise d'Arcollières. Benoît de Prélian, épouse, en 1598, Louise Drujon de Bergin. Leur fille, Jeanne de Prélian, apportera, vers 1660, le fief de Prélian à la famille d'Arcollières, à la suite de son mariage avec César d'Arcollières qui devient ainsi seigneur de Prélian, tel qui est qualifié, le 1er octobre 1675, où il assiste à Yenne à la réunion de la noblesse du petit Bugey, à l'occasion de l'avènement de Victor-Amédée II de Savoie. Un Claude de Prélian est, en 1630, syndic de Yenne. Pierre d'Arcollières, son fils, épousera Louise de Rossillon de Gimilieu.
Le 13 août 1706, acte de fondation d'une chapelle, passée devant notaire, par Pierre Courtoys, fils de César d'Arcollière, et sa tante Jeanne Gabrille de Prelian, sous le vocable de Saint-Pierre apôtre, avec fondation de 15 messes par an et dotation de rentes.
Le 19 novembre 1722, Louis de Bornessant épouse la fille de Pierre d'Arcollières, seigneur de Prélian, Françoise d'Arcollières.
Philibert Courtois d'Arcollières, seigneur de Prélian, fils de Pierre d'Arcollières, dans une procuration donné à Yenne, en 1730, signe l'acte : « Courtoys de Préliand ».
François, fils de feu Pierre Courtois d'Arcollières, seigneur de Prélian, né à Yenne, capitaine aux grenadiers de Tarentaise, demande dans son testament fait en sa maison forte de Prélian, le 20 juillet 1757, à être enterré dans l'église de Saint-Jean-de-Chevelu. Il désigne sa femme, née de Charfettain, comme héritière universelle et fait un legs à son fils bâtard François Darcollière et pose comme condition que ce dernier soit entretenu jusqu'à sa majorité comme domestique avant qu'il n'apprenne un état. L'acte est signé : « Cortoys de Preillant ». Éléonore, leur fille, en 1779, épouse Philibert d'Arcollières, né à l'abbaye (Verthemex) gentilhomme archer de la garde, son cousin.
Les terres et la maison forte étaient, en 1907, la possession pour moitié des descendants de la famille Héritier, et pour l'autre moitié, y compris l'un des deux étangs sis en dessous de la maison à M. Dullin, conseiller de Yenne.

## Description
La maison forte de Prélian se compose d'une tour-résidence du XIVe siècle, dite la Tour des Chevelu, à laquelle on a accolé un corps de logis du XVIIe siècle et une grange à redents. On accédait à la tour, par une porte romane, aujourd'hui murée. La tour est entièrement couverte d’un décor de faux appareil, décor que l’on observe également à l’intérieur des baies, dans des couloirs de circulation ou des escaliers. Ce décor envahissant ne permet pas de hiérarchiser les différentes salles superposées.
Il subsiste du XVIe quelques élément dont une fenêtre à meneaux partiellement obstruée.
La maison forte fut l'objet d'un incendie, fin janvier 1979, qui détruisit une des deux ailes. Les parquets, boiseries et les plafonds à la française partirent en fumée. Elle fut depuis partiellement restaurée.